# Gran Premio di superbike di Assen 1992
Il Gran Premio di Superbike di Assen 1992 è stata la decima prova su tredici del campionato mondiale Superbike 1992, è stato disputato il 13 settembre sul TT Circuit Assen e ha visto la vittoria di Doug Polen in gara 1, mentre la gara 2 è stata vinta da Giancarlo Falappa.
Per la prima volta una prova del campionato mondiale Superbike viene ospitata su una versione accorciata del circuito di Assen nei Paesi Bassi. Gli iscritti furono particolarmente numerosi e per decidere i 38 piloti ammessi al via della gara fu necessario effettuare le prove di qualifica in due gruppi separati.

## Risultati

### Gara 1

#### Arrivati al traguardo[3]
| Pos. | Nº | Pilota               | Motocicletta | Tempo     | Griglia | Punti |
| ---- | -- | -------------------- | ------------ | --------- | ------- | ----- |
| 1º   | 1  | Doug Polen           | Ducati       | 33:51.050 | 1º      | 20    |
| 2º   | 4  | Stéphane Mertens     | Ducati       | +0:00.220 | 4º      | 17    |
| 3º   | 2  | Raymond Roche        | Ducati       | +0:00.940 | 2º      | 15    |
| 4º   | 7  | Carl Fogarty         | Ducati       | +0:01.800 | 9º      | 13    |
| 5º   | 3  | Robert Phillis       | Kawasaki     | +0:04.950 | 8º      | 11    |
| 6º   | 28 | Piergiorgio Bontempi | Kawasaki     | +0:07.290 | 3º      | 10    |
| 7º   | 13 | Aaron Slight         | Kawasaki     | +0:07.310 | 7º      | 9     |
| 8º   | 9  | Giancarlo Falappa    | Ducati       | +0:15.570 | 5º      | 8     |
| 9º   | 5  | Fabrizio Pirovano    | Yamaha       | +0:21.220 | 10º     | 7     |
| 10º  | 31 | Adrien Morillas      | Yamaha       | +0:21.390 | 11º     | 6     |
| 11º  | 6  | Terry Rymer          | Ducati       | +0:21.650 | 18º     | 5     |
| 12º  | 18 | Christer Lindholm    | Yamaha       | +0:22.260 | 15º     | 4     |
| 13º  | 27 | Fred Merkel          | Yamaha       | +0:22.690 | 6º      | 3     |
| 14º  | 48 | Daniel Amatriaín     | Ducati       | +0:31.690 | 12º     | 2     |
| 15º  | 79 | Roger Kellenberger   | Yamaha       | +0:32.450 | 17º     | 1     |
| 16º  | 12 | Jeffry de Vries      | Yamaha       | +0:32.700 | 14º     |       |
| 17º  | 30 | Andreas Hofmann      | Kawasaki     | +0:35.360 | 16º     |       |
| 18º  | 35 | Simon Crafar         | Honda        | +0:43.950 | 22º     |       |
| 19º  | 37 | Jéhan D'Orgeix       | Kawasaki     | +0:49.120 | 25º     |       |
| 20º  | 38 | Ernst Gschwender     | Kawasaki     | +0:49.260 | 21º     |       |
| 21º  | 50 | Mile Pajic           | Kawasaki     | +0:49.830 | 27º     |       |
| 22º  | 34 | Fabrizio Furlan      | Ducati       | +0:52.470 | 13º     |       |
| 23º  | 36 | Andreas Meklau       | Ducati       | +0:52.980 | 24º     |       |
| 24º  | 20 | Jean-Yves Mounier    | Yamaha       | +1:00.200 | 29º     |       |
| 25º  | 55 | Johnny Verwijst      | Kawasaki     | +1:02.970 | 33º     |       |
| 26º  | 46 | Vittorio Scatola     | Kawasaki     | +1:08.120 | 23º     |       |
| 27º  | 44 | Florian Ferracci     | Ducati       | +1:19.830 | 30º     |       |
| 28º  | 39 | Karl Truchsess       | Kawasaki     | +1:23.650 | 19º     |       |
| 29º  | 49 | Walter Ammann        | Yamaha       | +1 giro   | 35º     |       |
| 30º  | 52 | Mauro Lucchiari      | Ducati       | +1 giro   | 26º     |       |
| 31º  | 92 | Peter Doppenberg     | Kawasaki     | +1 giro   | 36º     |       |

#### Ritirati
| Nº | Pilota             | Motocicletta | Giri     | Griglia |
| -- | ------------------ | ------------ | -------- | ------- |
| 10 | Davide Tardozzi    | Ducati       | +12 giri | 20º     |
| 98 | Aldeo Presciutti   | Kawasaki     | +12 giri | 28º     |
| 60 | Thomas Franz       | Honda        | +19 giri | 37º     |
| 90 | Gerard Van Der Wal | Kawasaki     | +19 giri | 38º     |

### Gara 2

#### Arrivati al traguardo[4]
| Pos. | Nº | Pilota             | Motocicletta | Tempo     | Griglia | Punti |
| ---- | -- | ------------------ | ------------ | --------- | ------- | ----- |
| 1º   | 9  | Giancarlo Falappa  | Ducati       | 34:03.340 | 5º      | 20    |
| 2º   | 7  | Carl Fogarty       | Ducati       | +0:05.670 | 9º      | 17    |
| 3º   | 2  | Raymond Roche      | Ducati       | +0:06.960 | 2º      | 15    |
| 4º   | 13 | Aaron Slight       | Kawasaki     | +0:09.840 | 7º      | 13    |
| 5º   | 48 | Daniel Amatriaín   | Ducati       | +0:10.540 | 12º     | 11    |
| 6º   | 34 | Fabrizio Furlan    | Ducati       | +0:22.970 | 13º     | 10    |
| 7º   | 31 | Adrien Morillas    | Yamaha       | +0:31.480 | 11º     | 9     |
| 8º   | 5  | Fabrizio Pirovano  | Yamaha       | +0:33.370 | 10º     | 8     |
| 9º   | 79 | Roger Kellenberger | Yamaha       | +0:35.050 | 17º     | 7     |
| 10º  | 20 | Jean-Yves Mounier  | Yamaha       | +0:45.620 | 29º     | 6     |
| 11º  | 50 | Mile Pajic         | Kawasaki     | +0:49.420 | 27º     | 5     |
| 12º  | 55 | Johnny Verwijst    | Kawasaki     | +0:49.980 | 33º     | 4     |
| 13º  | 36 | Andreas Meklau     | Ducati       | +0:52.250 | 24º     | 3     |
| 14º  | 37 | Jéhan D'Orgeix     | Kawasaki     | +0:55.420 | 25º     | 2     |
| 15º  | 44 | Florian Ferracci   | Ducati       | +1:33.690 | 30º     | 1     |
| 16º  | 52 | Mauro Lucchiari    | Ducati       | +1:40.300 | 26º     |       |
| 17º  | 49 | Walter Ammann      | Yamaha       | +1:47.900 | 35º     |       |
| 18º  | 90 | Gerard Van Der Wal | Kawasaki     | +1:49.280 | 38º     |       |
| 19º  | 98 | Aldeo Presciutti   | Kawasaki     | +1 giro   | 28º     |       |

#### Ritirati
| Nº | Pilota               | Motocicletta | Giri     | Griglia |
| -- | -------------------- | ------------ | -------- | ------- |
| 12 | Jeffry de Vries      | Yamaha       | +3 giri  | 14º     |
| 3  | Robert Phillis       | Kawasaki     | +8 giri  | 8º      |
| 28 | Piergiorgio Bontempi | Kawasaki     | +8 giri  | 3º      |
| 30 | Andreas Hofmann      | Kawasaki     | +10 giri | 16º     |
| 10 | Davide Tardozzi      | Ducati       | +10 giri | 20º     |
| 60 | Thomas Franz         | Honda        | +10 giri | 37º     |
| 92 | Peter Doppenberg     | Kawasaki     | +10 giri | 36º     |
| 1  | Doug Polen           | Ducati       | +18 giri | 1º      |
| 39 | Karl Truchsess       | Kawasaki     | +19 giri | 19º     |
| 4  | Stéphane Mertens     | Ducati       | +20 giri | 4º      |
| 27 | Fred Merkel          | Yamaha       | +20 giri | 6º      |
| 6  | Terry Rymer          | Ducati       | +21 giri | 18º     |
| 38 | Ernst Gschwender     | Kawasaki     | +21 giri | 21º     |
| 18 | Christer Lindholm    | Yamaha       | +23 giri | 15º     |
| 35 | Simon Crafar         | Honda        | +23 giri | 22º     |
| 46 | Vittorio Scatola     | Kawasaki     | +24 giri | 23º     |